# Lilian Greenwood

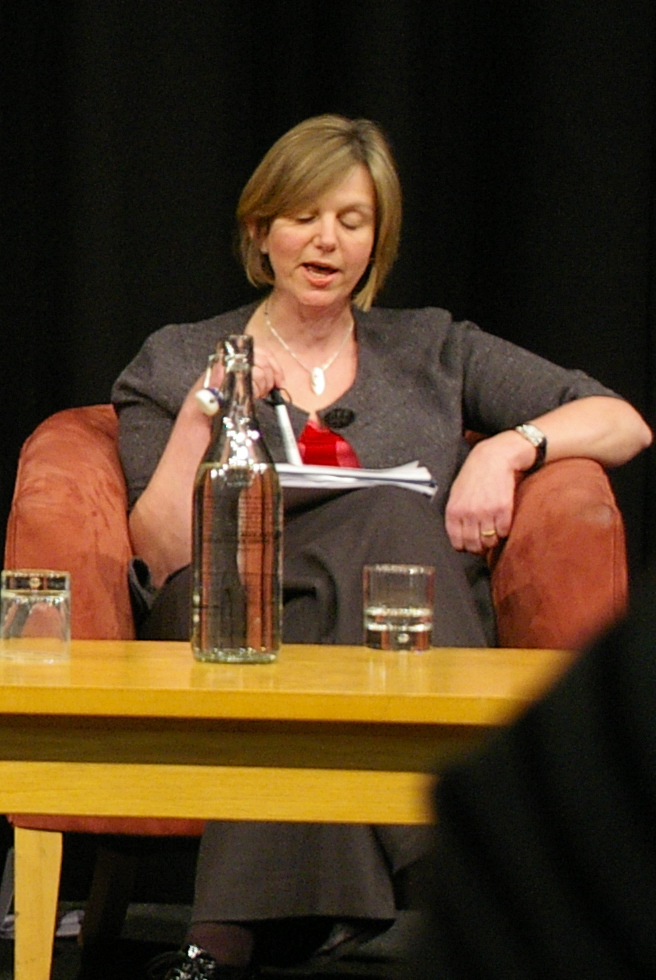
Lilian Greenwood

Lilian Rachel Greenwood (* 26. März 1966 in Bolton) ist eine britische Politikerin und aktuelles Mitglied des House of Commons.

## Leben
Greenwood erhielt ihre Schulbildung an der Canon Slade School im Metropolitan Borough of Bolton, ehe sie in Cambridge studierte. Von 1992 bis 2010 arbeitete sie in Nottingham für die Gewerkschaft UNISON. Am 6. Mai 2010 zog sie bei den Parlamentswahlen als Vertreterin der Labour Party für den Wahlbezirk Nottingham South ins Britische Unterhaus ein.
Im Parlament beschäftigt sie sich vornehmlich mit Verkehrspolitik.
Greenwood ist verheiratet und hat drei Kinder.